# Anthomyia pectoralis
Anthomyia pectoralis este o specie de muște din genul Anthomyia, familia Anthomyiidae, descrisă de Masayoshi Suwa în anul 1987. Conform Catalogue of Life specia Anthomyia pectoralis nu are subspecii cunoscute.